# Phrynium tonkinense
Phrynium tonkinense là một loài thực vật có hoa trong họ Marantaceae. Loài này được Gagnep. miêu tả khoa học đầu tiên năm 1904.